# The American Runestone
The American Runestone är en svensk-amerikansk dokumentärfilm från 2020. Serien är regisserad av Glenn Lund och Peter Stormare som också ansvarat för seriens manus. 
Den första säsongen består av sex avsnitt, och den svenska premiären är planerad till den 21 juni 2020 på Viaplay.

## Handling
I serien reser Peter Stormare runt i svenskbygden i Minnesota för att ta reda på sanningen om The Kensington Runestone. Kensingtonstenen hittades i Minnesota av svensken Olof Öhman år 1898. Dess äkthet är ifrågasatt då den om den är äkta skulle kunna vara ett bevis för att skandinaver nådde centrala Nordamerika över 100 år innan Christofer Columbus.

## Medverkande
- Peter Stormare
- Elroy Balgaard